# Gare d'Oissel
La gare d'Oissel est une gare ferroviaire française des lignes de Paris-Saint-Lazare au Havre et de Serquigny à Oissel située sur le territoire de la commune d'Oissel-sur-Seine, dans le département de la Seine-Maritime, en région Normandie.
Elle est mise en service après l'ouverture de la ligne, sans doute au début de l'année 1845, par la Compagnie du chemin de fer de Paris à Rouen ; elle est transformée en gare de bifurcation, en 1865, par la Compagnie des chemins de fer de l'Ouest qui a pris la suite de la compagnie primitive.
C'est une gare de la Société nationale des chemins de fer français (SNCF) du réseau TER Normandie, desservie par des trains Intercités et régionaux.

## Situation ferroviaire
Établie à 13 mètres d'altitude, la gare de bifurcation d'Oissel est située au point kilométrique (PK) 125,741 de la ligne de Paris-Saint-Lazare au Havre, entre les gares de Pont-de-l'Arche et de Saint-Étienne-du-Rouvray.
Elle et également située au PK 58,741 de la ligne de Serquigny à Oissel, après la gare de Tourville.

## Histoire
Lors de l'ouverture de la ligne de Paris au Havre, le 9 mai 1843, la station de Tourville établie par la Compagnie du chemin de fer de Paris à Rouen est la plus proche de la commune bien qu'étant à Tourville-la-Rivière pour les contraintes du tracé et la commodité des habitants d'Elbeuf. Ce point d'arrêt éloigné d'Oissel, n'est pas facilement accessible, du fait qu'il fallait traverser la Seine et parcourir des prairies humides inondées l'hiver. Dès lors, l'accès au chemin de fer pour les habitants, devient un problème crucial pour la commune. Rapidement, face aux demandes des autorités locales, la Compagnie décide de l'établissement d'une station dans le bourg centre d'Oissel.

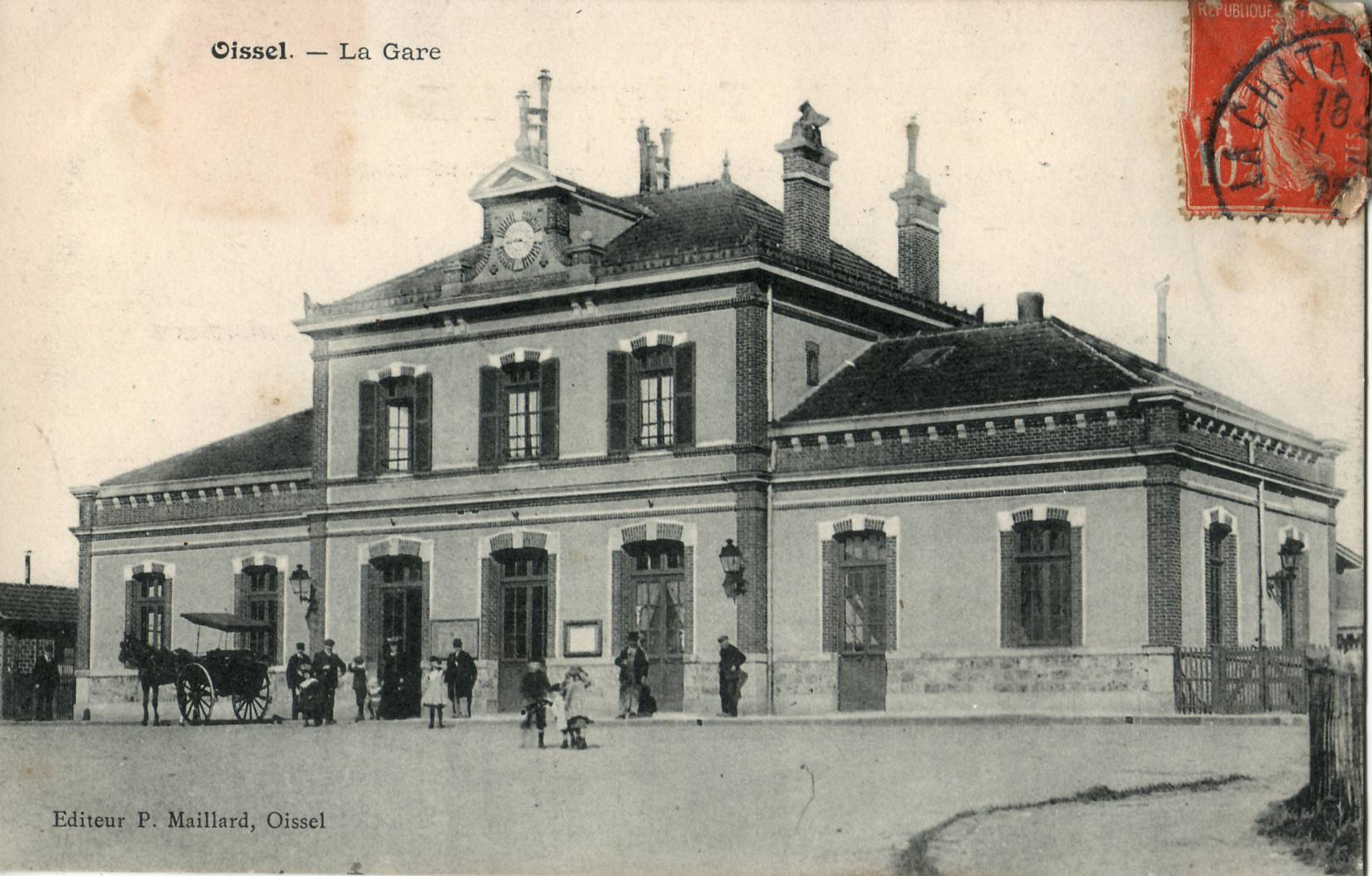
La gare vers 1900.

Le 11 novembre 1844, les travaux de construction de la station sont lancés. Dès 1846, un service de correspondance permet aux habitants d'Elbeuf de prendre le train à Oissel. Mais peu rentable et pas subventionné, il disparaît rapidement. La proximité des deux stations, ne permet pas un développement suffisant de celle d'Oissel pour que la commune puisse en tirer un bénéfice.

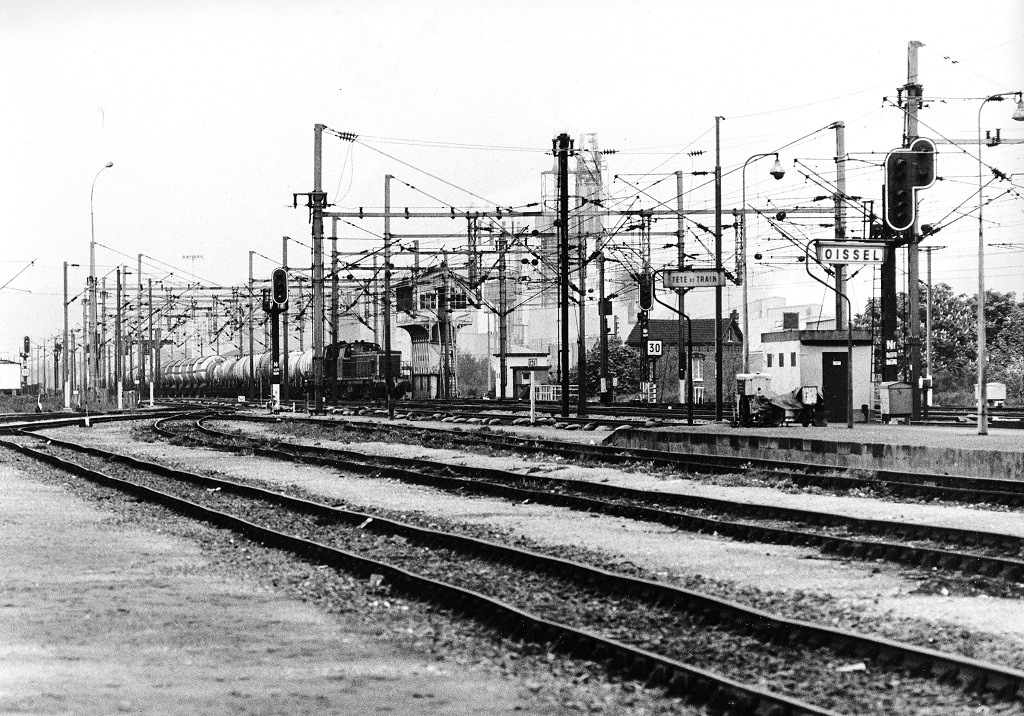
Sortie de la gare vers Rouen en 1978.

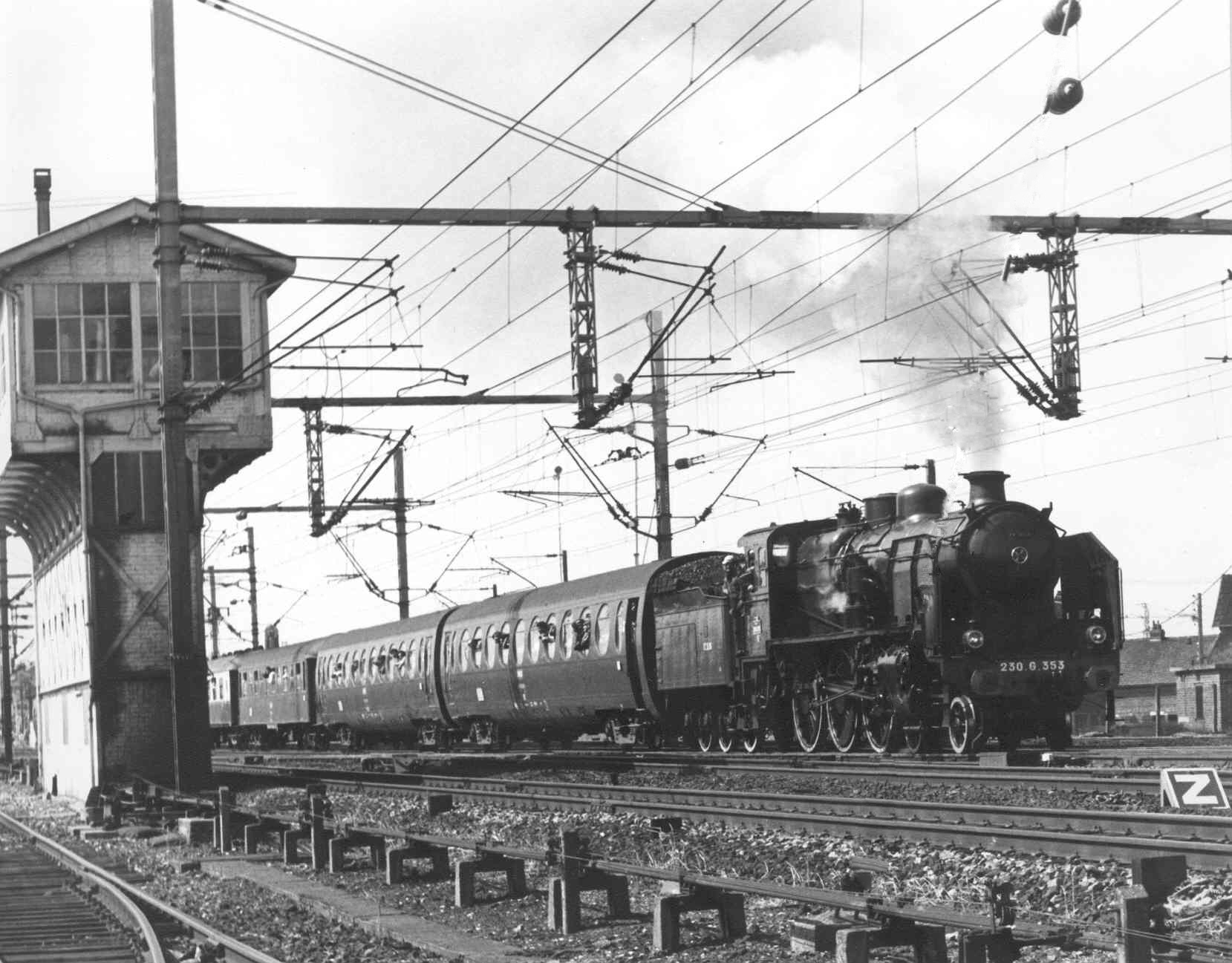
Départ en direction de Rouen de la locomotive à vapeur 230 G 353 en tête d'un train spécial en 1978.

La mise en service de la ligne de Serquigny à Oissel, embranchement de la ligne de Paris-Saint-Lazare au Havre, le 24 juillet 1865, fait évoluer la station d'Oissel en gare de bifurcation. Un bâtiment plus important est édifié à proximité du précédent et l'ancienne station de Tourville est fermée pour être reconstruite sur le nouvel embranchement. Cette nouvelle configuration permet à la station d'Oissel de voir augmenter sa fréquentation.
La commune crée une commission pour étudier la possibilité d'ouvrir une voie entre le centre et la gare. Le projet présenté au conseil municipal le 18 mai 1967 obtient une majorité de votes « pour ». Le dossier revient devant le conseil, le 25 octobre 1868, qui vote pour la prise en charge de la dépense, évaluée à 33 000 F, par un « emprunt auprès de la caisse des chemins vicinaux ». Plus tard, la nouvelle voie est baptisée « rue de la Gare ».

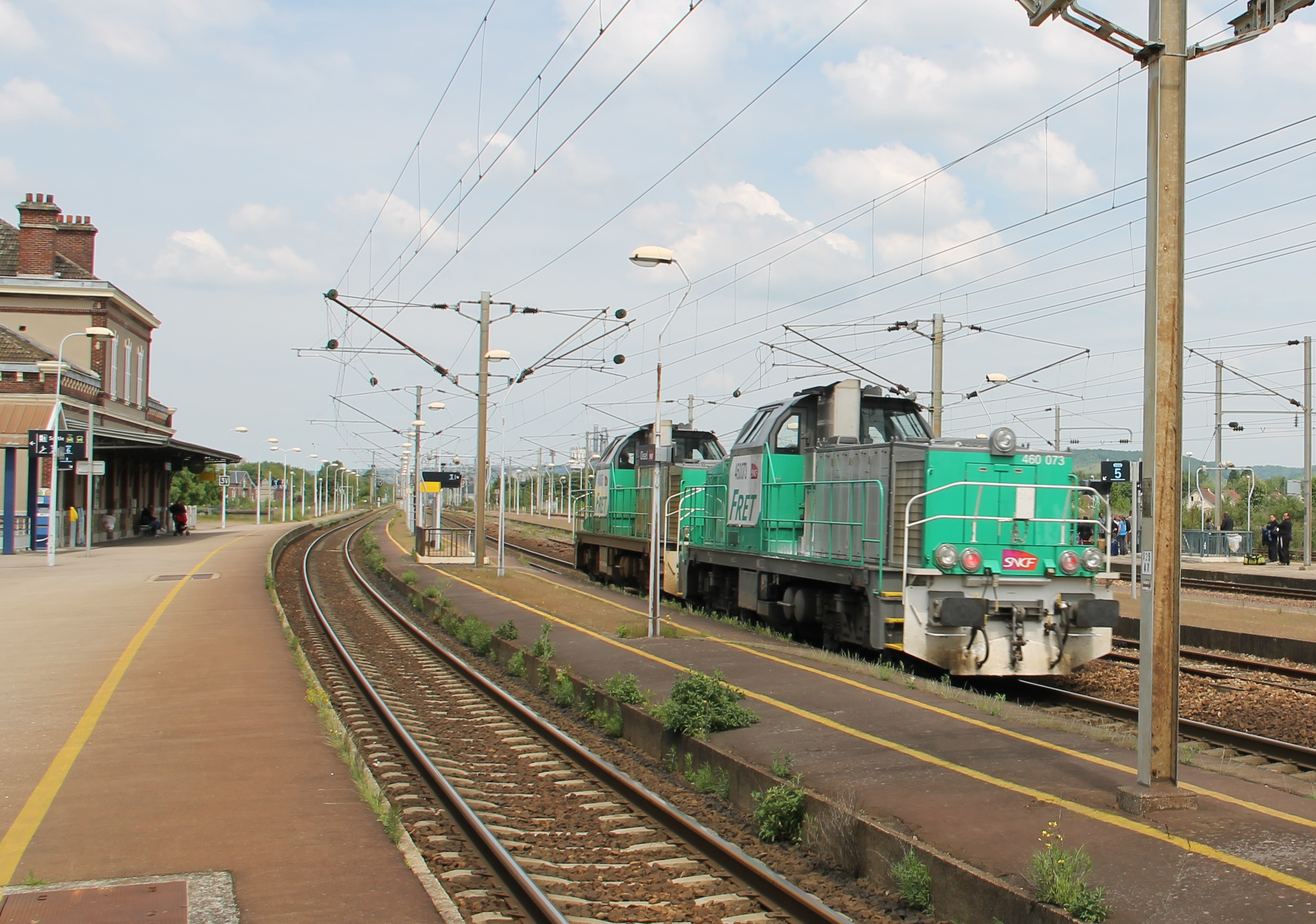
Passage de deux BB 60000 devant le bâtiment voyageurs, en 2013.

En 2002, les abords de la gare sont réaménagés, avec la création d'un « pôle d'échange multimodal » qui permet une meilleure utilisation de l'espace pour la rencontre des différents types de transports : les piétons, les véhicules et les transports en commun, ferroviaires et routiers. Il y a un agrandissement du parking à 200 places et une meilleure desserte par des bus. L'ensemble est financé principalement par la commune et l'agglomération de Rouen.

## Fréquentation
De 2015 à 2023, selon les estimations de la SNCF, la fréquentation annuelle de la gare s'élève aux nombres indiqués dans le tableau ci-dessous.
| Année                      | 2015    | 2016    | 2017    | 2018    | 2019    | 2020    | 2021    | 2022    | 2023    |
| -------------------------- | ------- | ------- | ------- | ------- | ------- | ------- | ------- | ------- | ------- |
| Voyageurs                  | 358 342 | 344 988 | 370 399 | 343 687 | 398 122 | 217 679 | 282 015 | 388 748 | 454 996 |
| Voyageurs et non voyageurs | 373 273 | 359 363 | 385 832 | 358 008 | 414 710 | 226 749 | 293 765 | 404 946 | 473 954 |

## Service des voyageurs

### Accueil
Gare SNCF, elle dispose d'un bâtiment voyageurs, avec guichet, ouvert tous les jours. Elle est équipée d'automates pour l'achat de titres de transport TER.
Un souterrain permet la traversée des voies et le passage d'un quai à l'autre.

### Desserte
Oissel est desservie par les trains TER Normandie (lignes de Rouen-Rive-Droite à Paris-Saint-Lazare et à Caen).

### Intermodalité
Un parking y est aménagé.
Le pôle multimodal est desservi par les bus des lignes F3 et F du réseau Astuce.

## Service des marchandises
La gare d'Oissel, qui dépend de la plateforme de Sotteville, est ouverte au service du fret, uniquement pour des transports par train massif en gare.

## Patrimoine ferroviaire
Le bâtiment voyageurs édifié en 1865 par la Compagnie des chemins de fer de l'Ouest est toujours utilisé pour le service ferroviaire. Il comporte un corps central à trois ouvertures et un étage plus des combles, sous une toiture à quatre pans, prolongé par deux ailes à deux ouvertures, sous une toiture à trois pans.